# Camil Afram Antoine Semaan
Yaacoub Camil Afram Antoine Semaan (* 2. Mai 1980 in Beirut, Libanon) ist ein libanesischer syrisch-katholischer Geistlicher, Bischof und Patriarchalexarch von Jerusalem.

## Leben
Camil Afram Antoine Semaan studierte Philosophie und Katholische Theologie an der Universität St. Esprit in Kaslik. Er empfing am 24. Juni 2006 durch den syrisch-katholischen Patriarchen von Antiochia, Ignatius Pierre VIII. Abdel-Ahad, das Sakrament der Priesterweihe.
Anschließend war er in der Pfarrseelsorge und als Sekretär des Patriarchen tätig. Bis 2016 war er zudem Kanzler des Patriarchats und gehörte dem Kirchengericht des Patriarchats an. Während dieser Zeit studierte er Kanonisches Recht an der Universität La Sagesse in Beirut und erwarb 2011 das Lizenziat. Seit 2016 war er Assistent des Patriarchalexarchen von Jerusalem, Grégoire Pierre Melki. Nach dessen altersbedingten Amtsverzicht ernannte ihn Patriarch Ignatius Joseph III. Younan am 20. November 2019 zum Administrator des Exarchats.
Die syrisch-katholische Synode wählte ihn zum Patriarchalexarchen von Jerusalem. Am 28. März 2020 bestätigte Papst Franziskus die Wahl und ernannte ihn zum Titularbischof von Hierapolis in Syria dei Siri. Am 15. April desselben Jahres wurde er zusätzlich zum Patriarchaladministrator der vakanten Eparchie Kairo und zum Patriarchaladministrator der dem Patriarchat zugehörigen Gebiete im Sudan und Südsudan ernannt. Patriarch Ignatius Joseph III. Younan spendete ihm am 15. August 2020 in der Kathedrale der Eparchie Beirut die Bischofsweihe. Mitkonsekratoren waren der Erzbischof von Mosul, Boutros Moshe, und der Erzbischof von Bagdad, Yousif Abba. Die Amtseinführung in Jerusalem fand am 3. Juli des folgenden Jahres statt. Die Beauftragung als Patriarchaladministrator für Kairo, den Sudan und den Südsudan endete am 7. Oktober 2022 mit der Amtseinführung von Elie Joseph Warde als neuem Bischof von Kairo.